# Radical faeries
De Radical Faeries of kortweg Faeries is een internationale gemeenschap van (voornamelijk) homoseksuele mannen, die zich richt op de (spirituele) consequenties van de eigen seksuele geaardheid en genderidentiteit.

## Naamsbetekenis
Met de naam Radical Faeries worden twee belangrijke uitgangspunten van de Faeries benoemd. Radicaal aan de Faeries is dat er gebroken wordt met de moeizame (in)tolerantie binnen de dominante godsdiensten en met de heteroseksuele norm in de maatschappij. Maar ook met de eenzijdige nadruk op seks binnen de homogemeenschap zelf. In plaats hiervan wordt de eigen identiteit centraal gesteld en de zoektocht naar de verwezenlijking hiervan. Door het Engelse scheldwoord voor homo faerie (Nederlands nicht) als geuzennaam aan te nemen, wordt ook een homoseksuele norm centraal gesteld. Wat dit betreft zijn er overeenkomsten met de queerbeweging. Een faerie is echter ook vooral een fee, een sprookjesachtig, ondeugend (vrouwelijk) wezen met speciale krachten, daarmee verwijzend naar thema’s als plezier, magie, gender en natuur.

## Geschiedenis internationaal
De oorsprong van de Faeries ligt in de Verenigde Staten als sociale beweging onder homoseksuele mannen tijdens de seksuele revolutie in de jaren zeventig van de 20ste eeuw. In 1979 riepen Harry Hay en andere veteranen van de Amerikaanse homo-emancipatiebeweging op tot een Spirituele bijeenkomst van Radical Faeries. De eerste bijeenkomst vond plaats op 1 september in een ashram in Benson, Arizona. Tijdens deze en volgende bijeenkomsten werden drie ideeën geïntroduceerd in de homo-emancipatie, die ook een rol speelden in de toenmalige new age-beweging, het feminisme en de Afro-Amerikaanse emancipatiebeweging.

### Spiritualiteit
Bij het idee van spiritualiteit in de homo-emancipatie vragen homo’s zich niet meer af “Wat zijn wij?”, maar: “Wie zijn queer-mensen? Waarom zijn we er?” Radical Faeries erkennen daarnaast de isolatie en onverbondenheid waarmee homo’s opgroeien als een spirituele wond die behoefte heeft om spiritueel genezen te worden. De Faeries proberen deze spirituele genezing (Engels healing) mogelijk, echt en krachtig effectief te maken.

### Persoon-PERSOON bewustzijn
Bij het concept van persoon-PERSOON bewustzijn (Engels subject-SUBJECT consciousness) ging men ervan uit dat in heterorelaties één partner (de vrouw) eigenlijk altijd als object en eigendom werd gezien en dat dit in homo-relaties niet nodig zou zijn. Deze relaties konden gebaseerd zijn op wederzijds respect en empathie voor de ander, uit het verlangen naar een partner die net zo waardevol was als jezelf. Hay zelf geloofde dat dit persoon-PERSOON-bewustzijn de waardevolste bijdrage was van queermensen aan de maatschappij als geheel.

### Queer-natie
Ten slotte dacht men ook na over het idee van queer-mensen als een natie. Sommige Radical Faeries vroegen zich af wat voor maatschappij er zou ontstaan als queer-mensen samen zouden zijn, apart van anderen, om de eigen innerlijke stem te onderzoeken in een volledig eigen cultuur. Zulk zoeken leidde tot Faerie-bijeenkomsten van een dag of een week, waar nieuwe en spontane manieren van met elkaar omgaan konden ontstaan. Faeries zien dergelijke Queer-ruimte als een soort van magisch spiritueel platform van mogelijkheden, waar bewustzijn en gebeurtenissen zich ontwikkelen op een fundamenteel andere en authentieke manier.
Harry Hay wordt gerespecteerd als een van de grondleggers van de Radical Faeries, maar de verdere ontwikkeling van de Faeries was en is een groepsgebeuren, waarin velen hun inbreng hebben gehad. Voortbordurend op de hierboven genoemde ideeën hebben de Faeries een geheel eigen ervaringswereld en gemeenschap voortgebracht, waarin talloze (culturele) invloeden een plek hebben gekregen en kunnen krijgen.

## Geschiedenis Europa
Vanaf 1994 zijn er ook in Europa bijeenkomsten van Radical Faeries. In eerste instantie bewerkstelligd door de faeries Junis (Nederland), Trishtrash (Duitsland) en Habibi-ding (VS). In 1995 is de stichting Eurofaeries opgericht, met als voornaamste doelstelling het bevorderen van internationale uitwisseling van homoseksuele mannen met een spirituele belangstelling. Veel zomerbijeenkomsten hebben plaatsgehad op Terschelling. Andere bijeenkomsten op wisselende locaties. Vanaf 2006 vinden de meeste bijeenkomsten in de Franse Vogezen plaats, waar de Faeries 15 hectare bosland hebben aangekocht. Vanaf 1999 is er een nieuwsbrief uitgegeven, die sinds 2001 The Maripoza Zeitung heet.

## Filosofie
De Faeries erkennen géén dogma of goeroe, maar staan open voor elk geloof of juist een ontkenning daarvan. Wel kennen zij een aantal gemeenschappelijke uitgangspunten en inspiratiebronnen.

### Zelfverwezenlijking, ervaring en veranderlijkheid
Een Faerie identiteit wordt nooit aan iemand opgelegd. Een individu bepaalt zelf zijn Faerie-natuur in een voortdurend proces van zelfonderzoek en zelfverwezenlijking. Dit kan serieus, speels, extreem of timide gebeuren. Zolang de vorm en inhoud aansluiten bij de eigen beleving en niet door religie of maatschappij worden opgelegd. Als het queer-zijn een (gods)geschenk is, dan is de vraag "Wat doe je ermee?". Een Faerie gaat op zoek gaan naar de eigen rol in de maatschappij gebaseerd op talenten als doceren, genezen, tegenstellingen verenigen en schoonheid creëren. Een Faerie laat zich niet vastleggen in een stereotypering. Dit vanuit de gedachte dat denken, voelen en zijn, continu veranderen en dat de aspecten van het leven die echt betekenis hebben beter ontdekt kunnen worden door ze te ervaren dan door ze te benoemen.

### Natuurgodsdiensten
Voor het creëren van een eigen spiritualiteit, laten de Faeries zich inspireren door natuurgodsdiensten als die van Aboriginals, Indianen en de oude Germanen en Kelten. Vooral waar deze respect hebben voor verschillende genderidentiteiten. Bijvoorbeeld in de vorm van een god en godin of in de rol van sjamaan of druïde. Specifieke inspiratie wordt ontleend aan het Indiaanse begrip Twee-Geest, iemand die gezien kan worden als één lichaam bewoond door twee zielen (mannelijk en vrouwelijk). Ook heeft men het respect voor ouderen overgenomen, als bron van ervaring en wijsheid. Iets dat niet gebruikelijk is in de standaard homocultuur.

## Gemeenschap
Er zijn Faerie gemeenschappen in de Verenigde Staten, Europa, Azië en Australië die een (los) netwerk van gelijkgestemden vormen. Lidmaatschap bestaat niet, iedereen is die zich aangesproken voelt is welkom. Soms verwijst men naar zichzelf als een stam (Engels tribe).

### Bijeenkomsten
Faeries komen bijeen op Gatherings. Een gathering is niet alleen een bijeenkomst, maar verwijst ook naar de manier en de intentie waarop natuurvolken bij elkaar kwamen. Iedere Faerie kan een oproep voor een bijeenkomst doen (Engels call for gathering). Iedereen die de oproep hoort kan eraan gehoor geven, of niet. Bijeenkomsten kunnen klein- of grootschalig zijn, georganiseerd of spontaan, incidenteel of frequent. Vanuit onder andere de Eurofaeries worden bijeenkomsten in Europa georganiseerd. Faerie bijeenkomsten zijn anarchistisch van opzet en tegelijk wordt een consensus besluitvorming nagestreefd.
Spontaniteit, acceptatie en uitbundige kleding (of ontkleding) zijn de norm op bijeenkomsten. Deze bijeenkomsten worden gezien als een ruimte tussen de werelden waar alles mogelijk is. Bijeenkomsten worden vaak gehouden rond de acht heidense feestdagen gerelateerd aan midzomer en midwinter, het begin van de lente en de herfst, zaai- en oogsttijd, vruchtbaarheid en sterven.
Van natuurvolken is ook het respect voor en de verbondenheid met de natuur overgenomen. Bijeenkomsten van Faeries vinden daarom vaak buiten plaats in natuurgebieden. Kamperen, vegetarisch en biologisch eten, ecologisch en milieubewust handelen zijn daarbij de norm.

### Deelnemers
De meeste deelnemers zijn homoseksuele mannen van alle leeftijden. Sommige gemeenschappen en bijeenkomsten staan tegenwoordig ook open voor vrouwen, hetero’s, families en andere genders en seksuele geaardheden. Deelnemers komen uit veel verschillende landen, maar in Europa voornamelijk uit Nederland, Duitsland, Frankrijk, het Verenigd Koninkrijk en de Verenigde Staten. De voertaal is daar Engels, maar het gebruik van de eigen taal wordt aangemoedigd. Er zijn soms ook Nederlands-, Frans-, en Duitstalige bijeenkomsten.

### Eigen oorden
In de Verenigde Staten, Australië en Europa hebben groepen Faeries grond verkregen in natuurgebieden en sanctuaries opgericht. Het Engelse sanctuary laat zich vertalen als toevluchtsoord, als reservaat en als heiligdom. In de Verenigde Staten zijn er de sanctuaries Wolfcreek, Camp Destiny, Zuni Mountain, Kawashaway, Starland, Manitou woods, Short Mountain en IDA. In Australië is er Fairieland. In Europa is er een sanctuary in de Franse Vogezen, Folleterre (Nederlands gekkenland) genaamd.

### Contactorganen
In Europa wordt door Faeries het digitale tijdschrift The Maripoza Zeitung uitgegeven. In de Verenigde Staten de Radical Faerie Digest (RFD). Er is een Yahoo-groep Eurofaeries en op Tribesnet en QueerNet zijn er verschillende Faerie-netwerken.

## Gebruiken
In de loop der tijd zijn er eigen gebruiken ontstaan. Gebruiken van Faeries zijn vrij in hun vorm en het staat alle deelnemers vrij om ze te omarmen, te gebruiken of naast zich neer te leggen.

### Hartcirkel
De hartcirkel neemt een centrale plaats in in de Faerie-manier van leven en ontstond uit het ideaal van consensus en het idee van persoon-PERSOON bewustzijn. Hij bevat elementen van therapie-, persoonlijke ontwikkeling- en bewustzijnsgroepen. Iedere dag ontstaat deze groep als een plaats voor het uiten van gedachten en gevoelens, besluitvorming en het krijgen van een groter begrip wat het betekent om een queer-persoon te zijn. Confrontaties en geschillen worden niet uit de weg gegaan, maar omarmd als een basisprincipe.
De hartcikel begint met een oproep: een luid joehoe door de aanwezigen. Een facilitator en een talisman worden bepaald. De facilitator (Nederlands: vergemakkelijker) kan op iedere manier beginnen zoals hij wil, maar gewoonlijk bevat de opening van de cirkel de volgende elementen: het verzoek om elkaars hand vast te houden om een cirkel te vormen, een korte meditatie om zich te concentreren, een uitleg van de afspraken tijdens de cirkel. Er gelden de volgende algemene afspraken. De nadruk ligt op het hart (gevoelens) en niet op het hoofd (gedachten). Degene die de talisman heeft mag spreken, de anderen luisteren en mogen geen commentaar geven. Instemming kan geuit worden door te hissen (sss-geluid tussen de tanden) of te lachen. Als de talisman bij iemand is, heeft diegene de keuze om niets te zeggen, zijn eigen emoties en gedachten te uiten, of te reageren op iets wat iemand anders heeft gezegd. Door deze manier van werken wordt haantjesgedrag of machtsstrijd, normaal onder groepen mannen, tegengegaan en er ontstaat een bijzondere dynamiek die afwijkt van normale gesprekken of groepstherapie. De talisman gaat net zo lang rond totdat de aanwezigen het genoeg gevonden hebben; dit kan een uur maar ook dagen zijn. Verzitten, gaan liggen of het verlaten van de cirkel is dan ook geen taboe. De hartcirkel eindigt in consensus en wordt door een facilitator afgesloten.

### Altaar
Bij veel bijeenkomsten wordt gevraagd om een voorwerp mee te nemen dat een bijzondere betekenis voor de eigenaar heeft. Van deze voorwerpen wordt een altaar gemaakt dat als aandachtspunt en voor kennismaking een centrale plaats op de bijeenkomst vormt.

### Rituelen
Gebaseerd op alle mogelijke culturen, van heidendom tot travestieshows, maken faeries hun eigen rituelen. Waarbij het de deelnemers vrij staat om hun eigen invulling of toevoeging te geven. Specifieke inwijdingsrituelen zijn er niet, maar als iemand daar behoefte aan heeft kan dat geregeld worden. Een ritueel kan de volgende elementen bevatten: kaarsen, fakkels, kampvuur, gebeden, gezang (chanting), dansen (Europees, Indiaans, Afrikaans, soefi), serpentines, guirlandes, maskers, alle mogelijke vormen van (ont)kleding, modderkuilen, zweethutten, trommelen (Engels drumming). Drumming verwijst naar het gebruik van trommels op een Indiaanse of Afrikaanse wijze. Het gezamenlijk trommelen en ook het dansen op het ritme kan een onderdeel zijn van de spirituele beleving of gewoon een manier om je lekker uit te leven.

### Faerie-naam
Veel Faeries nemen een aparte Faerie naam aan. Hoewel geïnspireerd door de Indiaanse medicijnnaam, wijkt het hiervan af doordat de naam niet wordt opgelegd, maar gewoonlijk zelf wordt gekozen, en de naam ook op ieder moment gewijzigd kan worden. Daarmee uiting gevend aan de eigen identiteit, diversiteit en veranderlijkheid. Net als bij travestienamen wordt er vaak gekozen voor een vrouwelijk element, maar dat is zeker niet standaard. Voorbeelden van Faerienamen zijn Constant Verlangen, Rudeboy, Merveilleux, Meikever of Heb-vandaag-geen-zin-in-dat-gedoe.

### Kostuums en verkleden
Tijdens bijeenkomsten wordt veel gebruikgemaakt van kostuums en fantasie-kleding, vaak van de andere sekse; ook wel aangeduid met het Engelse drag. In tegenstelling tot travestie gaat het niet om het imiteren van iemand van een andere sekse, maar om de expressie van de eigen identiteit. Een cowboyhoed en baljurk kunnen prima gecombineerd worden met borsthaar en een blauwgeverfde baard.

### Intimiteit en seks
Bijeenkomsten bieden ook de ruimte om lichamelijk intiem met elkaar te zijn. Naaktheid is gebruikelijk en er is ruimte voor knuffel-sessies, zweethutten en hondenbergen (Engels puppy-piles). Dat dit tot seks kan leiden is geen noodzaak, maar ook geen taboe.

### Geen-talent show en veiling
Bij veel bijeenkomsten is er een geen-talent show (Engels No-talent show), waar iedereen vrij is om een optreden te verzorgen. Zingen, dansen, declameren, performance, alles is mogelijk. Hoewel het geen-talent meevalt, veel Faeries zijn full-of parttime kunstenaar, wordt iedereen aangemoedigd om iets van zichzelf te laten zien. Vals of slecht zijn ondergeschikt aan het motto "verras ons en jezelf".
Faeries ondersteunen ook speciale projecten als homo-organisaties in ontwikkelingslanden of het opknappen van de sanctuary. Naast de mogelijkheid om geld te doneren, worden meegebrachte voorwerpen, kunstobjecten en kledingstukken in een hilarische show geveild.